# Ware (Massachusetts)
Ware es un pueblo ubicado en el condado de Hampshire en el estado estadounidense de Massachusetts. En el Censo de 2010 tenía una población de 9.872 habitantes y una densidad poblacional de 95,4 personas por km².

## Geografía
Ware se encuentra ubicado en las coordenadas 42°16′32″N 72°16′49″O / 42.27556, -72.28028. Según la Oficina del Censo de los Estados Unidos, Ware tiene una superficie total de 103.48 km², de la cual 88.99 km² corresponden a tierra firme y (14.01%) 14.49 km² es agua.

## Demografía
Según el censo de 2010, había 9.872 personas residiendo en Ware. La densidad de población era de 95,4 hab./km². De los 9.872 habitantes, Ware estaba compuesto por el 94.12% blancos, el 1.03% eran afroamericanos, el 0.3% eran amerindios, el 0.72% eran asiáticos, el 0% eran isleños del Pacífico, el 1.39% eran de otras razas y el 2.43% pertenecían a dos o más razas. Del total de la población el 3.94% eran hispanos o latinos de cualquier raza.